# كسيوبيا فندرهرستية
كسيوبيا فندرهرستية (الاسم العلمي: Cassiopea vanderhorsti) هي نوع من الحيوانات تتبع جنس الكسيوبيا من الفصيلة الكسيوبية.